# معاهدة السلام اللاتفية السوفيتية

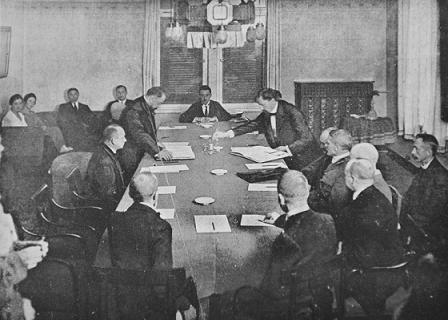
Signing of the treaty in ريغا

معاهدة السلام اللاتفية السوفيتية، والمعروفة أيضًا باسم معاهدة ريغا وقعت في 11 أغسطس 1920 من قبل ممثلي جمهورية لاتفيا وروسيا السوفيتية. حيث انهت رسميا حرب الاستقلال اللاتفية.
في المادة الثانية من المعاهدة، اعترفت روسيا السوفييتية باستقلال لاتفيا باعتباره استقلالًا ناجزَا غير قابل للانتهاك أبدَا.

## التسلسل الزمني
- 11 نوفمبر 1918: نهاية الحرب العالمية الأولى
- 18 نوفمبر 1918: إعلان جمهورية لاتفيا
- 1 ديسمبر 1918: الجيش الأحمر يغزو لاتفيا
- 17 ديسمبر 1918: تأسيس جمهورية لاتفيا الاشتراكية السوفيتية
- 13 يناير 1920: استقالت حكومة جمهورية لاتفيا الاشتراكية السوفيتية
- 1 فبراير 1920: تم توقيع اتفاق وقف إطلاق النار بين روسيا ولاتفيا
- 11 أغسطس 1920: تم توقيع معاهدة السلام اللاتفية السوفيتية
- 4 أكتوبر 1920: تم تبادل التصديقات في موسكو ودخلت المعاهدة حيز التنفيذ.

## الخلفية
بعد الحرب العالمية الأولى، أرادت روسيا السوفييتية استعادة لاتفيا، لأنها كانت ذات يوم جزءًا من الإمبراطورية الروسية. غزا الجيش الأحمر لاتفيا في عام 1918 بعد أن أعلن رئيس الوزراء اللاتفي كارليس أولمانيس استقلال البلاد. تمكن الجيش الأحمر من الاستيلاء على العاصمة ريغا، وتم استبدال حكومة أولمانيس بحكومة سوفييتية. أرسلت ألمانيا قوات لمساعدة لاتفيا في الإطاحة بالقوات البلشفية، ولكن بعد أن تم إنجاز ذلك رفض الألمان المغادرة، في انتهاك لمعاهدة فرساي. بعد أن طردت الفرقة الثالثة للجيش الإستوني القوات الألمانية، تقدمت القوات السوفيتية مرة أخرى نحو ريغا. تم طرد هذه القوات من لاتفيا في أوائل عام 1920. ثم أنهت معاهدة السلام اللاتفية السوفيتية رسميًا حرب لاتفيا من أجل الاستقلال.

## أحكام المعاهدة
كانت المعاهدة تتكون من ثلاثة وعشرين مادة وتتناول سيادة دولة لاتفيا. نصت المادة الأولى على أن "حالة الحرب القائمة بين الطرفين تنتهي اعتبارًا من تاريخ سريان معاهدة السلام هذه". وأعلنت المادة الثانية استقلال لاتفيا وسيادتها، وحددت المادة الثالثة حدود دولة لاتفيا، مع تحديد مواعيد نهائية لمغادرة القوات الأجنبية. تناولت المواد من 4 إلى 6 الشؤون العسكرية وأضرار الحرب، بينما تناولت المادة 7 أحكام عودة أسرى الحرب إذا رغبوا في العودة. وتتعلق المواد من 8 إلى 9 بالمواطنة، وإعادة اللاجئين، والمطالبات بالملكية. كان للبالغين الذين يبلغون من العمر 18 عامًا أو أكثر حرية اختيار الجنسية اللاتفية أو الروسية، وكان الوضع الافتراضي هو أن يكون الأفراد مواطنين في الدولة التي يقيمون فيها وقت توقيع المعاهدة. تناولت المواد من 11 إلى 16 التعويضات التي كان يتعين على روسيا أن تقدمها للدولة اللاتفية ومواطنيها. وتتناول المادتان 17 و18 الترتيبات التجارية والعبور والبريدية والملاحية، بينما تتناول المادة 19 العلاقات الدبلوماسية. وتتناول المادة 20 قضايا الجنسية، وتنص المادة 21 على إنشاء لجنة للتعامل مع القضايا ذات الاهتمام المشترك. وتتناول المادتان 22 و23 بعض التفاصيل الفنية للمعاهدة مثل اللغة والتصديق.

## آثار المعاهدة
ورغم أن المعاهدة تضمنت أحكاماً تتعلق بالتعويضات، فإن لاتفيا لم يكن لديها أي سبيل عملي لاستعادة بنيتها التحتية الصناعية، التي تم نقل الكثير منها إلى روسيا. أصبحت الزراعة وإصلاح الأراضي اللازم لها محورًا للتنمية الاقتصادية في الولاية الجديدة.